# Смілка татарська
Смілка татарська (Silene tatarica) — вид рослин з родини гвоздикових (Caryophyllaceae), поширений у Європі й західному Сибіру.

## Опис
Багаторічна трав'яниста рослина 40–70 см заввишки. Запушення розсіяне, внизу з кучерявих волосків. У пазухах нижніх стеблових листків є укорочені вегетативні пагони. Чашечки голі, 7–10 мм завдовжки. Пелюстки зеленувато-білі, з глибоко-2-роздільними пластинками. Суцвіття — довга, вузька, багатоквіткова, рідка, часто одностороння китиця. Квіти: віночок ≈ 2 см шириною, пелюстків 5; чашечка 5-листочкова; тичинок 10. Плід — циліндрична коробочка довжиною 8–10 мм.

## Поширення
Вид поширений у північній, центральній і східній Європі та в західному Сибіру.
В Україні вид зростає біля берегів річок, серед чагарників, на узліссях лісу — на всій території, спорадично; крім південного Степу й гірських районів.